# Сущанка
Сущанка — село в Україні, в Корнинській селищній територіальній громаді Житомирського району Житомирської області. Населення становить 404 осіб.

## Історія
Закладене після 1717 року Проскурою-Сущанським на пам'ять про родове гніздо Сущани на Овручі.
Колишній орган місцевого самоуправління — Сущанська сільська рада.

## Населення

### Мова
Розподіл населення за рідною мовою за даними перепису 2001 року:
| Мова       | Кількість | Відсоток |
| ---------- | --------- | -------- |
| українська | 394       | 97.52%   |
| російська  | 10        | 2.48%    |
| Усього     | 404       | 100%     |

## Географія
Селом протікає річка Ірпінь.

## Відомі люди
В селі народився:

Василь Сидорчук (1937—2005) — радянський та український художник двомірного простору, плакатист.